# Abstynencja
Abstynencja (łac. abstinentia ‘powściągliwość’) – powstrzymywanie się od czegoś, najczęściej od przyjmowania substancji psychoaktywnych (psychotropowych, powodujących czasowe zmiany postrzegania, nastroju, świadomości i zachowania), często skutkującego uzależnieniem – tzw. używek (np. alkoholu, narkotyków, papierosów), także leków.
Najczęściej pojęcie to odnosi się do powstrzymywania się od picia napojów alkoholowych. Osobę, która nie pije alkoholu, określa się mianem abstynenta.
Rozróżnia się:
- abstynentów pierwotnych – osoby, które nigdy jeszcze nie spożywały świadomie napojów alkoholowych i nie zamierzają tego robić,
- abstynentów wtórnych – osoby, które z pewnych względów (np. alkoholizmu, czyli choroby alkoholowej, a także siły woli) powstrzymały się od dalszego spożywania napojów alkoholowych[1].

Innego rodzaju abstynencją jest powstrzymywanie się od aktywności seksualnej, określane nazwą abstynencji seksualnej.
Niektórzy pojęcie abstynencji rozciągają na powstrzymywanie się od niektórych pokarmów (post, zob. także wegetarianizm, weganizm).
Różne formy stałej lub czasowej abstynencji mogą wynikać:
- z powodu określonych doświadczeń (osoba uzależniona wśród bliskich, negatywne skutki finansowe uzależnienia, negatywne doświadczenia seksualne)
- z przyjętej postawy życiowej (chęć niesienia pomocy innym w razie potrzeby, chęć panowania nad sobą, zaznaczenia odmienności od innych, celibat)
- z deklarowanych przekonań – wyznawanej religii (powstrzymywanie się od jedzenia lub przyjmowania niektórych pokarmów: w judaizmie podczas Jom Kipur, w islamie podczas ramadanu, w różnych wyznaniach chrześcijańskich – np. u adwentystów; w różnych religiach powstrzymywanie się przed seksem przedmałżeńskim i pozamałżeńskim, praktyki ascetyczne w buddyzmie, hinduizmie i islamie) lub ideologii (harcerstwo, Straight edge)
- ze względów zdrowotnych (ciąża, niektóre choroby – np. cukrzyca, planowane zabiegi kosmetyczne, dolegliwości zdrowotne spowodowane już istniejącym uzależnieniem – alkoholizm, narkomania, lekomania, nikotynizm)
- z powodu obaw przed konsekwencjami (np. abstynencja seksualna w obawie przed niechcianą ciążą)